# (192048) 2006 AY85
(192048) 2006 AY85 es un asteroide perteneciente al cinturón de asteroides, descubierto el 11 de enero de 2006 por el equipo del Lowell Observatory Near-Earth-Object Search desde la Estación Anderson Mesa (condado de Coconino, cerca de Flagstaff, Arizona, Estados Unidos).

## Designación y nombre
Designado provisionalmente como 2006 AY85. 

## Características orbitales
2006 AY85 está situado a una distancia media del Sol de 3,136 ua, pudiendo alejarse hasta 3,480 ua y acercarse hasta 2,792 ua. Su excentricidad es 0,110 y la inclinación orbital 17,832 grados. Emplea 2028,83 días en completar una órbita alrededor del Sol.
Los próximos acercamientos a la órbita de Júpiter ocurrirán el 5 de noviembre de 2070, el 9 de junio de 2081 y el 28 de agosto de 2154.

## Características físicas
La magnitud absoluta de 2006 AY85 es 14,71. 